# Pietro Vidoni (Kardinal, 1759)

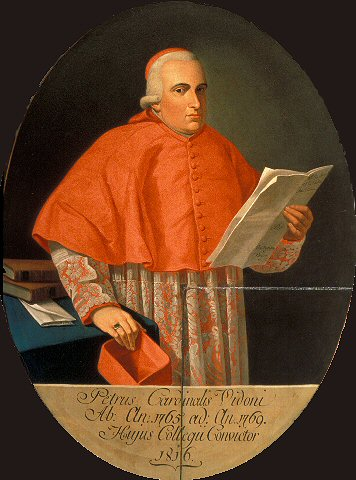
Pietro Kardinal Vidoni (Gemälde 19. Jh.)

Pietro Vidoni (iuniore) (* 2. September 1759 in Cremona; † 10. August 1830 in Rom) war ein Kardinal der Römischen Kirche.

## Leben
Vidoni begann seine Ausbildung 1766 am Collegio San Carlo in Modena und wechselte 1771 auf das Collegio Nazareno in Rom. Nachdem er ab 1778 die Päpstliche Diplomatenakademie besucht und hier Theologie und Recht studiert hatte, wurde er Kämmerer Papst Pius VI., der ihn am 19. Juli 1781 als Referendar in die Apostolische Signatur berief und ihn zum Päpstlichen Hausprälaten ernannte. Seit 1784 Apostolischer Protonotar, war er von 1785 bis 1790 Vizelegat in Ferrara und ab 1790 Relator der Sacra Consulta. Ab 1800 als Apostolischer Delegat für Ancona, wurde er 1806 zudem Delegat für Urbino und Pesaro. Beide Ämter verlor er mit der Einnahme des Kirchenstaates durch die französischen Truppen 1808, worauf er sich 1809 wieder nach Rom begab. Noch 1809 begab er sich nach Cremiona, wo er bis 1814 blieb, als er mit Papst Pius VII. nach Rom zurückkehrte.
Am 8. März 1816 zum Kardinal kreiert, ernannte ihn der Papst am 29. April 1816 zum Kardinaldiakon von San Nicola in Carcere. Nachdem er am Konklave 1823 und am Konklave 1829 teilgenommen hatte, starb er im August 1830 nach einem zehntägigen Fieber und wurde am 14. August 1830 in der Kirche Sant’Andrea della Valle beigesetzt.